# Perdita albihirta
Perdita albihirta là một loài Hymenoptera trong họ Andrenidae. Loài này được Timberlake mô tả khoa học năm 1954.

## Hình ảnh

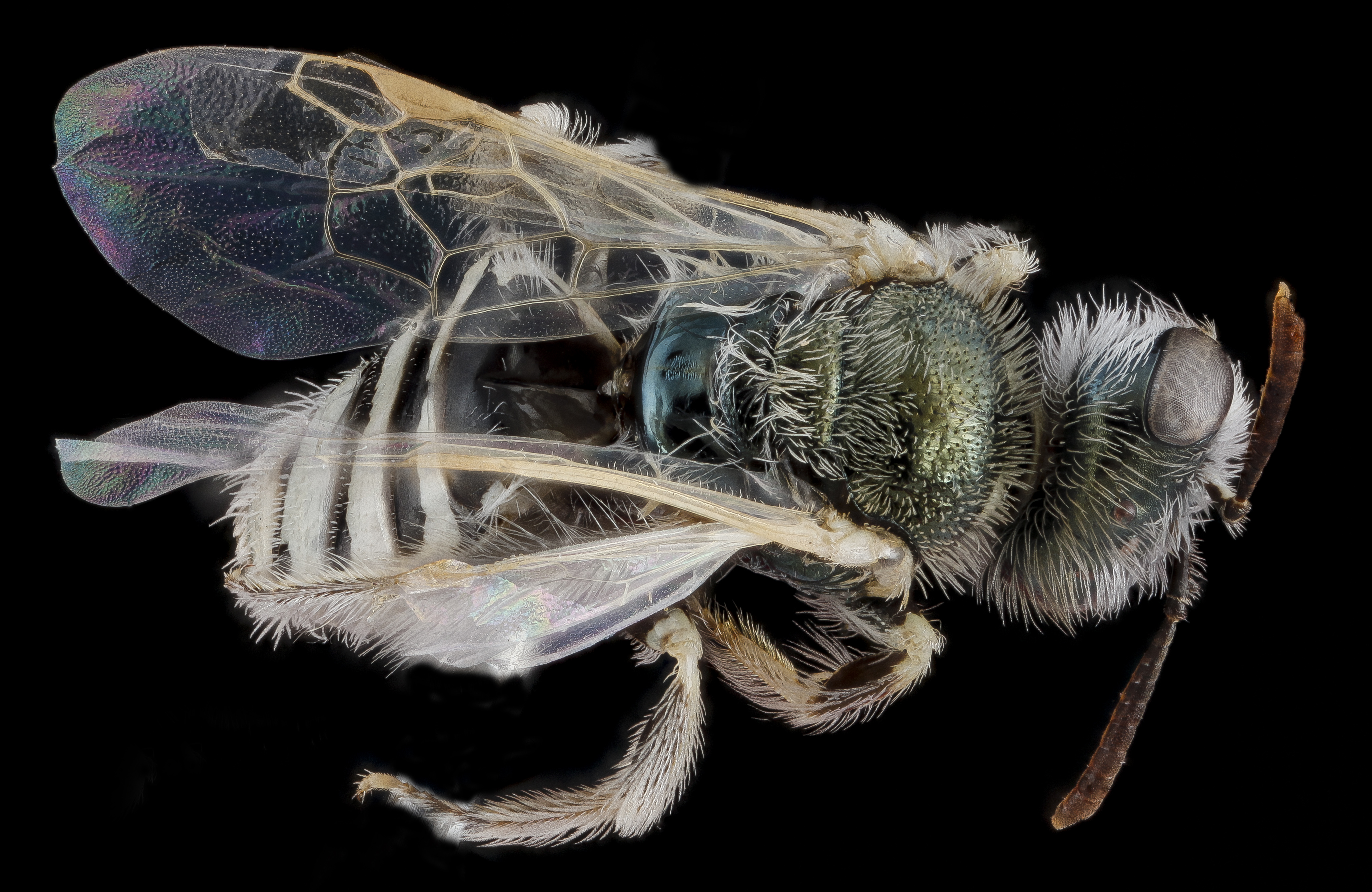
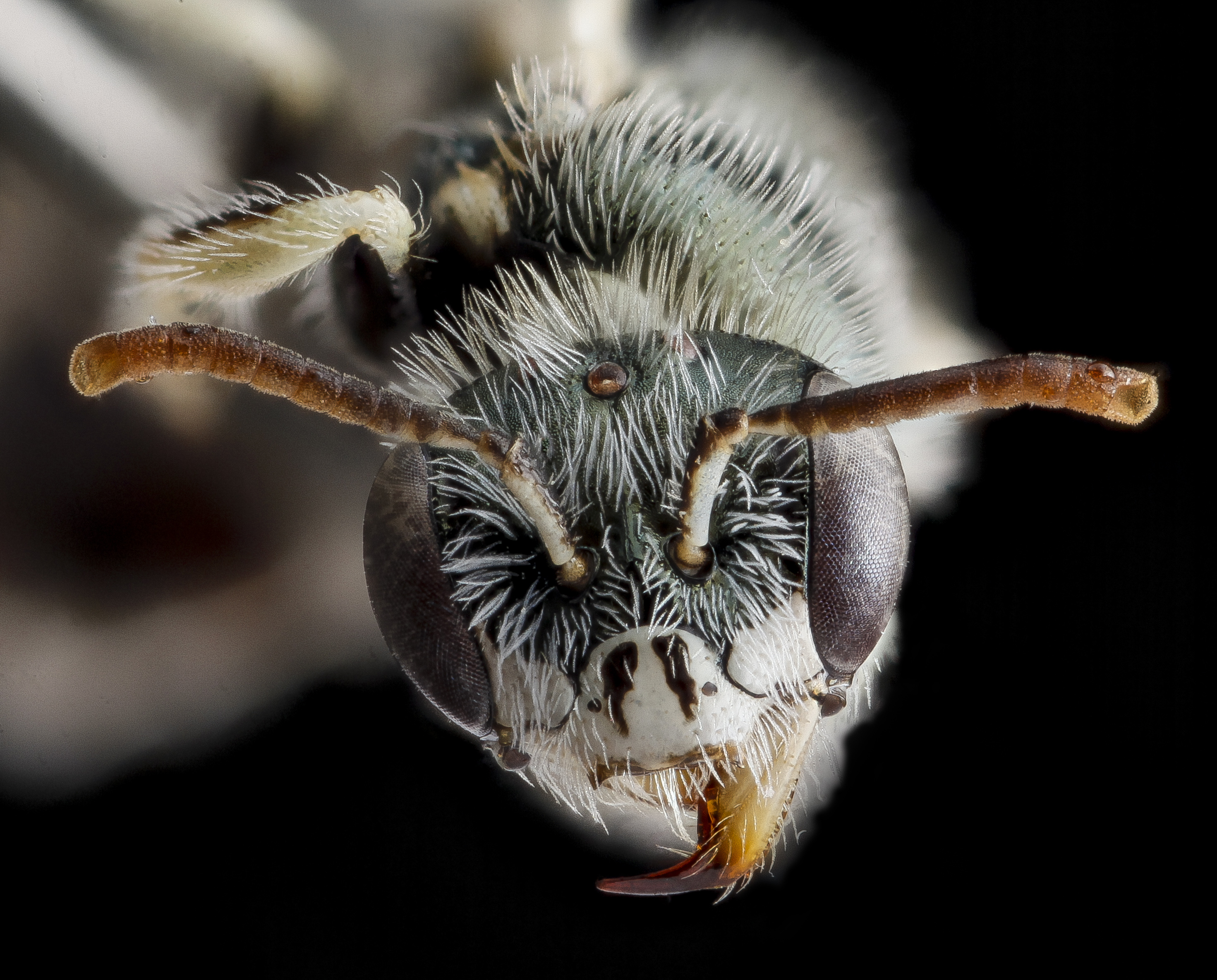